# استخوان (فیلم ۱۹۷۲)
استخوان (انگلیسی: Bone) فیلمی در ژانر کمدی-درام به کارگردانی لری کوئن است که در سال ۱۹۷۲ منتشر شد.